# Caxhuacan (kommun)
Caxhuacan är en kommun i Mexiko.   Den ligger i delstaten Puebla, i den sydöstra delen av landet, 170 km öster om huvudstaden Mexico City.
Följande samhällen finns i Caxhuacan:
- Caxhuacan
- Cucuchuchut
- Capín y Paltam